# Nacionalna knjižnica Tadžikistana
Nacionalna knjižnica Tadžikistana (tadžiško Китобхонаи миллии Тоҷикистон; rusko Национальная библиотека Таджикистана) stoji v Dušanbeju, glavnem mestu te srednjeazijske države. Knjižnica, ki je bila odprta leta 2012, je največja te vrste v Srednji Aziji. Specializirana je za ohranjanje kulturne dediščine ljudstev Republike Tadžikistan. Medtem ko je bila prvotna državna knjižnica v Dušanbeju ustanovljena leta 1933 in poimenovana po perzijskem avtorju Firduziju, je bila nova stavba nacionalne knjižnice odprta marca 2012 skupaj z novim uradnim imenom. Nova devetnadstropna stavba ima 15 čitalnic in več kot 20 oddelkov. Dostop do knjižnice je prost za vse tadžikistanske državljane s potnim listom.

## Stavba
Nova stavba Nacionalne knjižnice Tadžikistana je bila odprta 20. marca 2012 v Dušanbeju s sodelovanjem predsednika Tadžikistana Emomalija Rahmona. Nova devetnadstropna stavba je bila zgrajena v obliki odprte knjige in ustreza sodobnim mednarodnim standardom (dolžina stavbe 167 m, višina 52 m, skupna površina 45 tisoč m2). Po velikosti je največja knjižnica v državah Srednje Azije. V bližini osrednje fasade stavbe je 22 doprsnih kipov znanih junakov zgodovine regije, osebnosti znanosti in literature tadžikistanskega ljudstva. Knjižnica ima 25 čitalnic, ki imajo 274 avtomatiziranih delovnih mest za bralce, 3 razstavne dvorane: za prikaz starih rokopisov in redkih knjig; galerije za razstavo knjig s področij znanosti in znanja; razstavišče novih literarnih pridobitev; Za javne prireditve, konference in simpozije ima knjižnica 9 prostorov (s 1100 sedeži). Knjižnica je opremljena s sodobno tehnologijo, ki bralcem omogoča uporabo najnovejših informacijskih in komunikacijskih tehnologij. Knjižnica je bila ena od pobudnic uvajanja informacijske tehnologije na področju strežbe bralcem. Izdelana sta bila elektronski katalog in elektronska knjižnica, zagotovljen je bil dostop do knjižničnih virov ter izvedeni drugi inovativni projekti, ki so storitve dvignili na kakovostno novo raven. Mikroklima stavbe omogoča bralcem prijetno počutje v vročih poletnih dneh.
Narodna knjižnica ima skupno površino 45.000 kvadratnih metrov v devetih nadstropjih, kjer je prostora za 10 milijonov knjig. Kljub pozivu javnosti k podarjanju knjig ta količina knjig še zdaleč ni izčrpana, zato ostaja velik del polic praznih. Druga težava, s katero se srečuje knjižnica, je nezanesljivo električno napajanje.

## Zbirke
Knjižnica se osredotoča predvsem na vključevanje del, ki so nacionalnega pomena pri tadžikistanskem ljudstvu in mednarodnega slovesa, ki so jih napisali tadžikistanski avtorji. Knjižnica je specializirana za klasike, kot so tiste od Firduiija, po katerem je prejšnja knjižnica dobila ime. Knjižnica vsebuje tudi digitalno zbirko, znano kot Tadžikistanska nacionalna elektronska knjižnica, ki je brezplačna za državljane Tadžikistana.

## Struktura knjižnice
- služba za pomoč bralcem;
- knjižni oddelek;
- imeniški organizacijski oddelek;
- oddelek za orientalske rokopise in redke knjige;
- pravno informacijski center;
- oddelek periodike;
- depozitni oddelek;
- oddelek za strokovno literaturo in naravoslovje;
- oddelek za bibliografske storitve;
- oddelek za nacionalno bibliografijo;
- oddelek za kulturo in umetnost;
- oddelek za shranjevanje znanstvene literature;
- Center za tadžikistanske študije;
- oddelek za urejanje literature in založništvo;
- center za izpopolnjevanje;
- oddelek za obdelavo literature;
- oddelek za znanstveno-raziskovalno delo;
- oddelek za trženje in vodenje knjižnične dejavnosti.

Na predvečer odprtja nove stavbe Nacionalne knjižnice Tadžikistana je bila na zahtevo javnosti v republiki organizirana knjižna zbirka, v kateri so aktivno sodelovale državne in javne organizacije ter prebivalstvo. Tako je bilo zbranih več kot 3 milijone knjig in drugih tiskanih publikacij. Trenutno knjižnična zbirka obsega več kot 6 milijonov izvodov knjig, časopisov, revij in drugih tiskanih publikacij, avdiovizualnih in elektronskih gradiv.